# Stephen Baidoo
Stephen Baidoo (ur. 25 lutego 1976 w Sekondi-Takoradi) – ghański piłkarz grający na pozycji pomocnika. W reprezentacji Ghany rozegrał 24 mecze.

## Kariera klubowa
Karierę piłkarską Baidoo rozpoczął w klubie Great Eagles of Tamale. W 1991 roku został zawodnikiem Ashanti Gold. W 1993 roku zadebiutował w jego barwach w ghańskiej Premier League. W latach 1994–1996 trzykrotnie z rzędu wywalczył z Ashanti mistrzostwo Ghany. W Ashanti Gold grał do lata 1996.
W 1996 roku Baidoo trafił do Turcji i został zawodnikiem tamtejszego klubu MKE Ankaragücü ze stolicy kraju, Ankary. W tureckiej lidze zadebiutował 19 stycznia 1997 roku w zremisowanym 1:1 wyjazdowym spotkaniu z Zeytinburnusporem. W zespole Ankaragücü występował w podstawowym składzie przez cztery sezony.
W 2000 roku Baidoo odszedł z Ankaragücü do innego tureckiego zespołu, Samsunsporu. W nim swój debiut zanotował 13 sierpnia 2000 w meczu przeciwko swojej poprzedniej drużynie, Ankaragücü, w którym Samsunspor zwyciężył 3:0. W Samsunsporze Ghańczyk występował do lata 2002 roku. Wtedy też wrócił do Ankaragücü i grał w nim przez kolejne 3 sezony, czyli do 2005 roku.
W 2006 roku Baidoo wrócił do Ghany i został zawodnikiem klubu King Faisal Babes z miasta Kumasi. Grał w nim do końca swojej kariery, czyli do 2008 roku.
| Sezon   | Klub              | Kraj   | Rozgrywki      | Mecze | Bramki |
| ------- | ----------------- | ------ | -------------- | ----- | ------ |
| 1993/94 | Ashanti Gold      | Ghana  | Premier League | ?     | ?      |
| 1994/95 | Ashanti Gold      | Ghana  | Premier League | ?     | ?      |
| 1995/96 | Ashanti Gold      | Ghana  | Premier League | ?     | ?      |
| 1996/97 | MKE Ankaragücü    | Turcja | Süper Lig      | 16    | 3      |
| 1997/98 | MKE Ankaragücü    | Turcja | Süper Lig      | 29    | 9      |
| 1998/99 | MKE Ankaragücü    | Turcja | Süper Lig      | 30    | 5      |
| 1999/00 | MKE Ankaragücü    | Turcja | Süper Lig      | 23    | 4      |
| 2000/01 | Samsunspor        | Turcja | Süper Lig      | 23    | 2      |
| 2001/02 | Samsunspor        | Turcja | Süper Lig      | 20    | 0      |
| 2002/03 | MKE Ankaragücü    | Turcja | Süper Lig      | 27    | 1      |
| 2003/04 | MKE Ankaragücü    | Turcja | Süper Lig      | 9     | 0      |
| 2004/05 | MKE Ankaragücü    | Turcja | Süper Lig      | 24    | 0      |
| 2005/06 | King Faisal Babes | Ghana  | Premier League | ?     | ?      |
| 2006/07 | King Faisal Babes | Ghana  | Premier League | ?     | ?      |
| 2007/08 | King Faisal Babes | Ghana  | Premier League | ?     | ?      |

## Kariera reprezentacyjna
W reprezentacji Ghany Baidoo zadebiutował w 1994 roku. W 1996 roku zagrał w jednym meczu Pucharu Narodów Afryki 1996, o 3. miejsce z Zambią (0:1). W tym samym roku zagrał również na Igrzyskach Olimpijskich w Atlancie. W 2000 roku został powołany do kadry Ghany na Puchar Narodów Afryki 2000. Na tym turnieju wystąpił w 3 meczach: z Kamerunem (1:1), z Togo (2:0) i z Wybrzeżem Kości Słoniowej. Od 1994 do 2001 roku rozegrał w kadrze narodowej 24 mecze.